# 短须高原鳅
短须高原鳅（学名：Triplophysa brevibarba）为鳅科高原鳅属的鱼类。在中国，分布于雅砻河口等。该物种的模式产地在雅砻河口。

## 扩展阅读
維基物種上的相關：短须高原鳅